# Kommissionen Barroso I

Europeiska flaggan

Kommissionen Barroso I ledde Europeiska kommissionen från den 22 november 2004 och fram till dess att den andra kommissionen Barroso tillträdde den 10 februari 2010. Den fungerade som interimskommission från den 1 november 2009 då andra Barroso-kommissionen egentligen skulle ha tillträtt. 
Kommissionens ordförande var José Manuel Durão Barroso. Flera bedömare anser att kommissionens makt under Barroso har vuxit och att han själv uppträtt allt mer presidentlikt. I kommissionen Barroso fanns sex vice ordförande varav Margot Wallström var den främsta, förste vice ordförande. I samband med Bulgariens och Rumäniens EU-anslutning 1 januari 2007 utökades antalet kommissionärer från 25 till 27.

## Historia

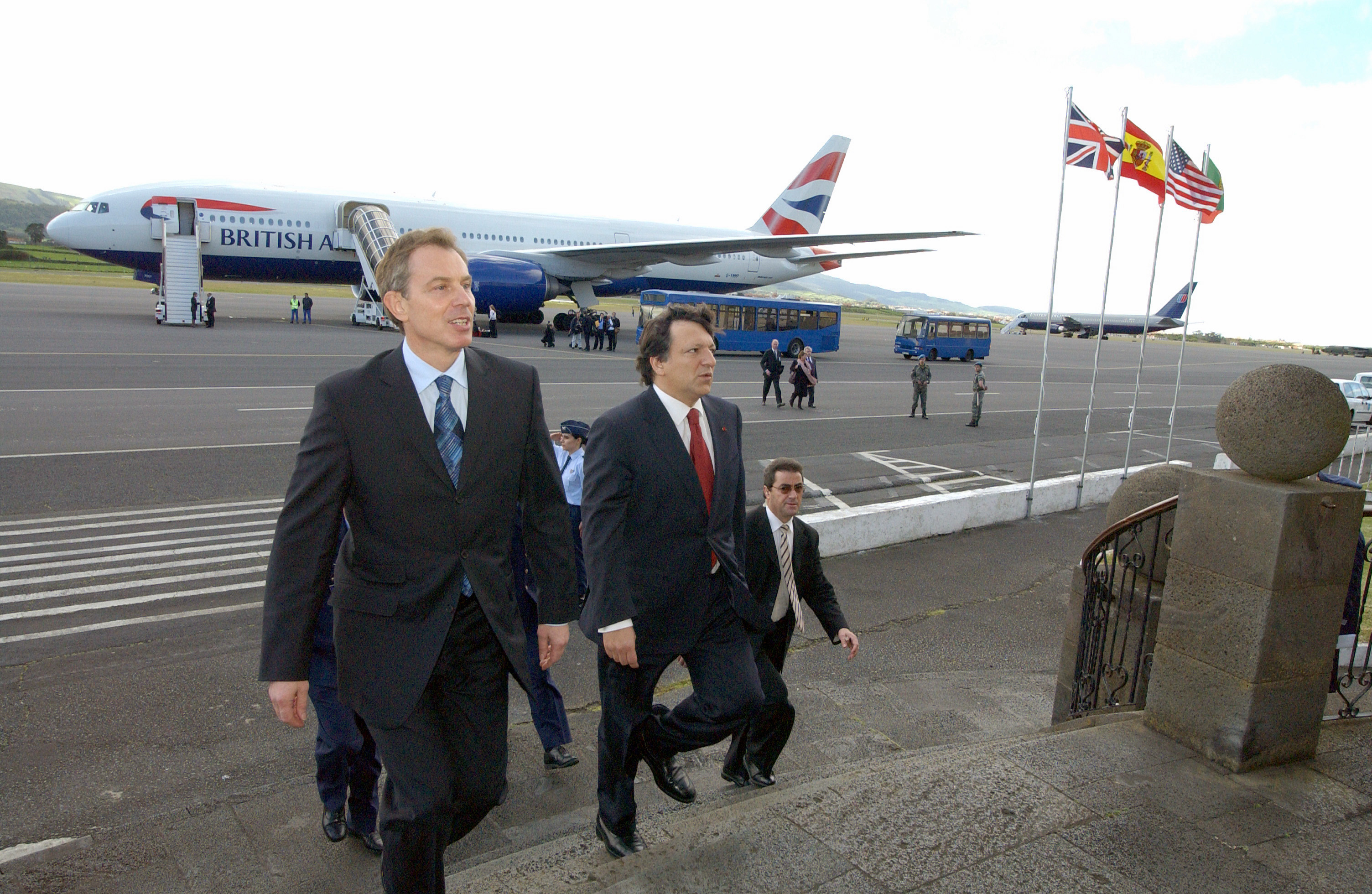
Barroso tillsammans med Tony Blair 2003.

### Ordförandekandidater
Prodikommissionen hade mandat fram till slutet av oktober 2004, så efter Europaparlamentsvalet 2004 påbörjades processen med att hitta en ny ordförande. Det fanns ett stort stöd för Guy Verhofstadt (ELDR) från Irland, Frankrike och Tyskland som såg honom som en "övertygad europé och också som en fighter". Det fanns dock ett visst motstånd mot denna federalist, bland annat från Spanien, Storbritannien, Italien och Polen främst på grund av hans uttalade motstånd till Irakkriget och inkluderandet av Gud i Europeiska konstitutionen. Irländska regeringschefen Bertie Ahern (AEN) var också en populär kandidat men önskade inte att få jobbet.
På grund av Europeiska folkpartiets framgång i Europaparlamentsvalet 2004, ville EPP-partierna att en av deras ledamöter skulle få posten, innefattande Luxemburgs premiärminister Jean-Claude Juncker (EPP), som avböjde, och Österrikes kansler Wolfgang Schüssel (EPP), som ingick i en koalition med ett högerextremt parti, vilket gjorde att han saknade stöd från övriga medlemsstaters regeringar.
Ett antal tidigare kommissionärer diskuterades också till posten som ordförande, främst österrikaren Franz Fischler (Österrikiska folkpartiet, EPP), portugisen António Vitorino (Socialistpartiet, PES), britten Chris Patten (Konservativa partiet, partilöst) och fransmannen Michel Barnier (Union pour un Mouvement Populaire, EPP). Barroso dök emellertid upp som den ledande kandidaten och sågs trots sitt stöd till Irakkriget som minsta gemensamma nämnare efter invädningarna mot de andra kandidaterna. Parlamentet godkände Barroso som ordförande den 22 juli 2004 med 413 röster mot 215 (44 avstod). Nästan hela hans stöd kom från Gruppen för Europeiska folkpartiet (kristdemokrater) och Europademokrater (EPP-ED). Han prisades dock senare för sitt val av kandidater.

### Tillträdet

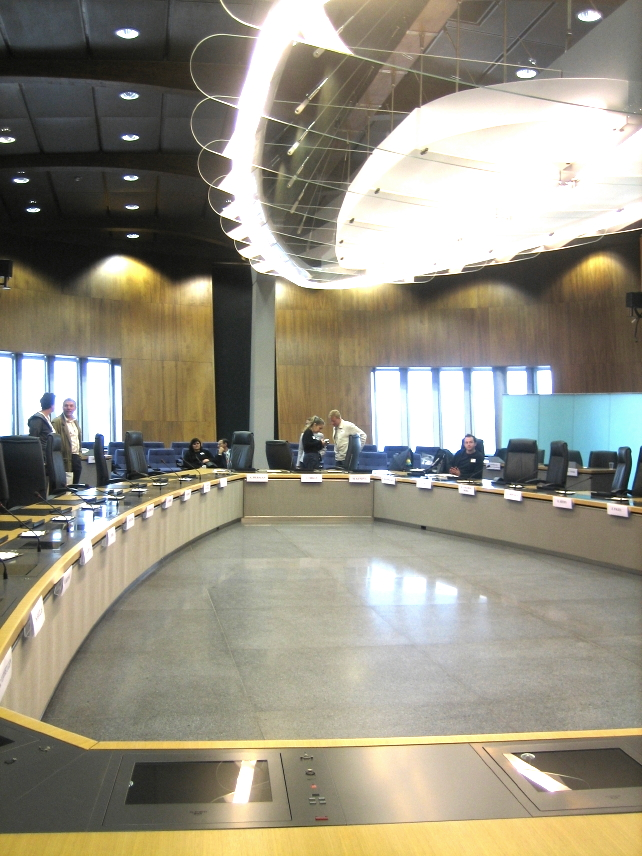
Kommissionens mötesrum.

Ursprungligen var det tänkt att Barroso-kommissionen skulle tillträda 1 november 2004. Men eftersom en stark opposition i Europaparlamentet motsatte sig Barrosos första förslag om EU-kommissionens ledamöter så tvingades han att dra tillbaka förslaget och därmed sköts godkännandet av Europaparlamentet upp. Ett nytt förslag lades slutligen fram för godkännande av parlamentet den 18 november 2004 och godkändes. Förslaget gick igenom med 449 röster för och 149 röster emot av totalt 732 röster. 
Barroso var nominerad till ordförande och blev godkänd av parlamentet i juli 2004. Emellertid mötte hans förslag till kommission på stort motstånd från Europaparlamentet, först och främst gällande Rocco Buttiglione och hans konservativa kommentarer som sågs som oförenliga med rollen som kommissionär för rättvisa, frihet och säkerhet. 
Motståndet gjorde att EU försattes i en mindre kris innan Barroso ändrade sitt förslag, och tog bort Buttiglione och lettiskan Ingrida Udre. Kommissionen kunde således tillträda den 22 november 2004, ungefär en månad efter vad som ursprungligt var planerat.

### Mandatperioden
Viktiga lagstiftningspaket som genomdrevs av första Barroso-kommissionen var till exempel tjänstedirektivet och REACH. 
Den 1 januari 2007 blev Bulgarien och Rumänien medlemmar i EU och samtidigt utökades kommissionen med två ledamöter från dessa länder.
Den 1 december 2009 trädde Lissabonfördraget ikraft. Eftersom fördragets ikraftträdandet dröjde en tid, främst på grund av motstånd från Tjeckiens president Václav Klaus, fortsatte den första Barroso-kommissionen med ett interimsmandat från den 1 november 2009. Den nya kommissionen godkändes av Europaparlamentet den 9 februari 2009, utsågs samma dag av Europeiska rådet och tillträdde dagen därpå. En följd av Lissabonfördraget var att Catherine Ashton utnämndes den 1 december 2009 till hög representant för utrikes frågor och säkerhetspolitik och bytte samtidigt portfölj från handelsfrågor till yttre förbindelser.   

## Sammansättning

### Röstfördelning
|  | Europeiskt parti                                                   | #  |
|  | ------------------------------------------------------------------ | -- |
|  | Europeiska folkpartiet (EPP)                                       | 9  |
|  | Europeiska socialdemokratiska partiet (PES)                        | 7  |
|  | Europeiska liberala, demokratiska och reformistiska partiet (ELDR) | 10 |
|  | Partilösa                                                          | 1  |
|  | Totalt                                                             | 27 |

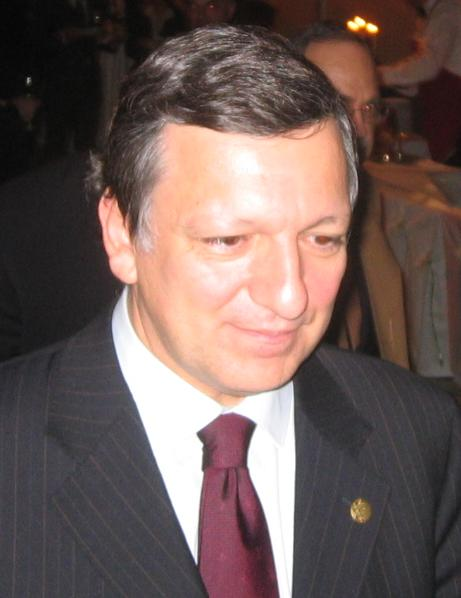
Kommissionens ordförande José Manuel Durão Barroso.

Till vänster visas sammansättningen i första Barroso-kommissionen efter tillhörighet till europeiskt parti. Kommissionen dominerades av Europeiska folkpartiet, Europeiska socialdemokratiska partiet och Europeiska liberala, demokratiska och reformistiska partiet. Dessa tre partier har också stort inflytande inom Europeiska unionens råd och i Europaparlamentet. Förutom de tre stora partierna fanns det även ett flertal partilösa kommissionärer.
Till skillnad från tidigare kommissioner består Barrosokommissionen av enbart en ledamot per medlemsstat, vilket innebär att det totala antalet kommissionärer uppgår till 27 efter Bulgariens och Rumäniens anslutning 2007. En annan skillnad gentemot tidigare kommissioner är att en av Barrosokommissionens sex vice ordförande, svenska kommissionären Margot Wallström, upphöjdes till förste vice ordförande.
Under mandatperioden har flera av kommissionärerna bytts ut, i samtliga fall på grund av att kommissionären blivit minister i en nationell regering.

### Ledamöter
|  |                | Stat           | Post            | Namn                   | Medlem från | Medlem till | Europeiskt parti | Ansvarsområde                                      |
|  | -------------- | -------------- | --------------- | ---------------------- | ----------- | ----------- | ---------------- | -------------------------------------------------- |
|  | Belgien        | Belgien        | Ledamot         | Louis Michel           | 2004-11-22  | 2009-07-17  | ELDR             | Utveckling och humanitärt bistånd                  |
|  | Belgien        | Belgien        | Ledamot         | Karel De Gucht         | 2009-07-17  | 2010-02-09  | ELDR             | Utveckling och humanitärt bistånd                  |
|  | Bulgarien      | Bulgarien      | Ledamot         | Meglena Kuneva         | 2007-01-01  | 2010-02-09  | ELDR             | Konsumentskydd                                     |
|  | Cypern         | Cypern         | Ledamot         | Markos Kyprianou       | 2004-11-22  | 2008-04-10  | ELDR             | Hälsa                                              |
|  | Cypern         | Cypern         | Ledamot         | Androulla Vassiliou    | 2008-04-10  | 2010-02-09  | ELDR             | Hälsa                                              |
|  | Danmark        | Danmark        | Ledamot         | Mariann Fischer Boel   | 2004-11-22  | 2010-02-09  | ELDR             | Jordbruk och landsbygdsutveckling                  |
|  | Estland        | Estland        | Vice ordförande | Siim Kallas            | 2004-11-22  | 2010-02-09  | ELDR             | Administrativa frågor och bedrägeribekämpning      |
|  | Finland        | Finland        | Ledamot         | Olli Rehn              | 2004-11-22  | 2010-02-09  | ELDR             | Utvidgning                                         |
|  | Frankrike      | Frankrike      | Vice ordförande | Jacques Barrot         | 2004-11-22  | 2010-02-09  | EPP              | Rättvisa, frihet och säkerhet                      |
|  | Grekland       | Grekland       | Ledamot         | Stavros Dimas          | 2004-11-22  | 2010-02-09  | EPP              | Miljö                                              |
|  | Irland         | Irland         | Ledamot         | Charlie McCreevy       | 2004-11-22  | 2010-02-09  | ELDR             | Inre marknaden och tjänster                        |
|  | Italien        | Italien        | Vice ordförande | Franco Frattini        | 2004-11-22  | 2008-05-09  | EPP              | Rättvisa, frihet och säkerhet                      |
|  | Italien        | Italien        | Vice ordförande | Antonio Tajani         | 2008-05-09  | 2010-02-09  | EPP              | Transport                                          |
|  | Lettland       | Lettland       | Ledamot         | Andris Piebalgs        | 2004-11-22  | 2010-02-09  | EPP              | Energi                                             |
|  | Litauen        | Litauen        | Ledamot         | Dalia Grybauskaitė     | 2004-11-22  | 2009-07-01  | Partilös         | Ekonomisk planering och budget                     |
|  | Litauen        | Litauen        | Ledamot         | Algirdas Šemeta        | 2009-07-01  | 2010-02-09  | EPP              | Ekonomisk planering och budget                     |
|  | Luxemburg      | Luxemburg      | Ledamot         | Viviane Reding         | 2004-11-22  | 2010-02-09  | EPP              | Informationssamhälle och medier                    |
|  | Malta          | Malta          | Ledamot         | Joe Borg               | 2004-11-22  | 2010-02-09  | EPP              | Fiske och sjöfart                                  |
|  | Nederländerna  | Nederländerna  | Ledamot         | Neelie Kroes           | 2004-11-22  | 2010-02-09  | ELDR             | Konkurrens                                         |
|  | Polen          | Polen          | Ledamot         | Danuta Hübner          | 2004-11-22  | 2009-07-04  | Partilös         | Regionalpolitik                                    |
|  | Polen          | Polen          | Ledamot         | Paweł Samecki          | 2009-07-04  | 2010-02-09  | Partilös         | Regionalpolitik                                    |
|  | Portugal       | Portugal       | Ordförande      | José Manuel Barroso    | 2004-11-22  | 2010-02-09  | EPP              | Ordförande                                         |
|  | Rumänien       | Rumänien       | Ledamot         | Leonard Orban          | 2007-01-01  | 2010-02-09  | ELDR             | Flerspråkighet                                     |
|  | Slovakien      | Slovakien      | Ledamot         | Ján Figeľ              | 2004-11-22  | 2009-10-01  | EPP              | Utbildning, kultur och ungdom                      |
|  | Slovakien      | Slovakien      | Ledamot         | Maroš Šefčovič         | 2009-10-01  | 2010-02-09  | PES              | Utbildning, kultur och ungdom                      |
|  | Slovenien      | Slovenien      | Ledamot         | Janez Potočnik         | 2004-11-22  | 2010-02-09  | ELDR             | Vetenskap och forskning                            |
|  | Spanien        | Spanien        | Ledamot         | Joaquín Almunia        | 2004-11-22  | 2010-02-09  | PES              | Ekonomiska och monetära frågor                     |
|  | Storbritannien | Storbritannien | Ledamot         | Peter Mandelson        | 2004-11-22  | 2008-10-06  | PES              | Handel                                             |
|  | Storbritannien | Storbritannien | Ledamot         | Catherine Ashton       | 2008-10-06  | 2010-02-09  | PES              | Handel                                             |
|  | Sverige        | Sverige        | Vice ordförande | Margot Wallström       | 2004-11-22  | 2010-02-09  | PES              | Kommunikationsstrategi                             |
|  | Tjeckien       | Tjeckien       | Ledamot         | Vladimír Špidla        | 2004-11-22  | 2010-02-09  | PES              | Sysselsättning, socialpolitik och lika möjligheter |
|  | Tyskland       | Tyskland       | Vice ordförande | Günter Verheugen       | 2004-11-22  | 2010-02-09  | PES              | Näringsliv och industri                            |
|  | Ungern         | Ungern         | Ledamot         | László Kovács          | 2004-11-22  | 2010-02-09  | PES              | Skatter och tullar                                 |
|  | Österrike      | Österrike      | Ledamot         | Benita Ferrero-Waldner | 2004-11-22  | 2010-02-09  | EPP              | Yttre förbindelser                                 |

## Kommissionens politik

### Jordbruks- och fiskeripolitiken
- Förenkling av handelsnormer för frukt och grönsaker inom Europeiska unionen, däribland upphävande av gurkförordningen.